# Scott Hall
Scott Oliver Hall (født 20. oktober 1958, død 14. marts 2022) var en amerikansk wrestler. I sin karriere wrestlede Hall for en række forskellige wrestlingorganisationer, heriblandt American Wrestling Association (AWA), National Wrestling Alliance (NWA), Total Nonstop Action Wrestling (TNA), World Class Championship Wrestling (WCCW), World Championship Wrestling (WCW), Extreme Championship Wrestling (ECW) og World Wrestling Federation (WWF/WWE). I WWF vandt han WWF Intercontinental Championship fire gange under ringnavnet Razor Ramon. I WCW vandt han WCW World Tag Team Championship syv gange (seks gange med Kevin Nash og én gang med The Giant), WCW United States Heavyweight Championship to gange og WCW World Television Championship. I 1997 vandt han WCW's World War 3 (en battle royal med 60 deltagere).

## Biografi

### De tidlige år
Scott Halls første mindeværdige karrierestop, var hos AWA i 1980'erne. Her dannede han et hold sammen med Mr. Perfect. Duoen vandt firmaets tag team-bælter. Herefter wrestlede Scott Hall for WCW som The Diamond Studd. Her havde han Diamond Dallas Page som manager. Scott Halls store gennembrud kom dog i WWF.

### World Wrestling Entertainment
Scott Hall dukkede op i WWF som den cubanske "smart-ass", Razor Ramon. Han blev hurtig kendt for sin bling bling, og cool attitude. Razor Ramon fejdede med mange af WWFs store stjerner, og blev med tiden selv en stor stjerne. Derfor kunne hans ego ikke klare, at nybegynderen 1-2-3 Kid besejrede ham med en "moonsault". De to indledte en fejde, men herefter begyndte Ramon at blive en "good guy". Ved WWF Summerslam 1993 wrestlede han mod Ted DiBiase i DiBiases sidste kamp. Razor Ramon vandt den interkontinentale titel. Ramon var involveret i den første "ladder match", på WrestleMania X mod Shawn Michaels, en kamp der i dag anerkendes som en af de bedste kampe i wrestlinghistorien. De to havde en rematch ved Summerslam 1994. I 1996 udløb Halls kontrakt med WWF, og han var involveret i en meget kontroversiel afskedigelse i ringen med sine "fjender" Triple H, Shawn Michaels og Kevin Nash, da de brød scriptet som fjender og gav kram og håndtryk i ringen.

### World Championship Wrestling
Scott Hall dukkede op i WCW under sit rigtige navn. Han var faktisk den første af de tre oprindelige nWo-medlemmer til at dukke op. Efterhånden kom Nash og Hulk Hogan også med, og dermed var nWo dannet. Gruppens formål var at overtage WCW, da de jo selv kom fra "det andet firma". Hall og Nash vandt bl.a. WCW tag team-titlerne, da de taggede som The Outsiders. Personligt døjede Hall med alkoholproblemer, og i 1998 besluttede WCW at gøre det til en offentlig sag, da Halls figur på tv også blev alkoholisk. I et mindeværdigt øjeblik fra Nitro, brækker Hall sig på WCWs leder, Eric Bischoff. Nash prøvede at hjælp Hall, men de indledte i stedet en fejde. Hall forsvandt efter et nederlag til Nash ved WCW Halloween Havoc 1998, men dukkede op ved WCW Starrcade 1998 under den store Goldberg vs. Nash kamp. Hall chokerede alle, da han hjalp Nash og gav Goldberg stød med en stungun. Hall og Goldberg fejdede derfor i starten af 1999, mens Hall, Nash og Hogan gendannede det splittede nWo. Hall forsvandt igen, men dukkede op i efteråret 1999, da der kom nye manuskriptforfattere i WCW. Nash og Hall gendannede nWo under en kamp, hvor de angreb Goldberg. Denne gang var Bret Hart, Scott Steiner og Jeff Jarrett også med. Ved WCW Superbrawl 2000 fik Hall en titelkamp mod Sid Vicious, der var mester, og den anden udfordrende var Jeff Jarrett. Hall fik en skade i denne kamp, og lå bevidstløs i ringen langt længere tid end planlagt. WCW fyrede Hall i sommeren 2000, grundet hans store alkoholproblem.

### World Wrestling Federation – Del 2
Præcist to år efter hans titelkamp ved Superbrawl 2000, dukkede Hall op i WWF igen sammen med Nash og Hogan. De gendannede nWo, men denne gang som en del af WWF. De fejdede med WWFs store stjerner som Steve Austin og The Rock. Ved WrestleMania X8 blev Hall besejret af Steve Austin. Måneden eftet ved WWF Backlash 2002, besejrede Hall, Bradshaw. Herefter blev der ikke set meget til Hall, da han efter en skandaløs rejse til England havde været under kraftig indflydelse af alkohol og dermed blev fyret.

### Total Nonstop Action
Hall dukkede på det første TNA show i 2002, da han deltog i en Royal Rumble-agtig kamp, om at finde den første TNA-mester. Han dukkede op igen i 2004, sammen med Kevin Nash, og dannede Kings of Wrestling med Jeff Jarrett. En gruppe der mindede meget om nWo. Her fejdede han bl.a. med Jeff Hardy.

### Efter wrestling
Scott Hall var under genoptræning og ønskede eftersigende et comeback til ringen. Det siges at han endelig havde fået kål på sine alkoholiske problemer.